# Bársony Lajos
Bársony Lajos, dr. (Budapest, 1892. január 11. – 1960 után) magyar operaénekes, középiskolai tanár. Nővére Bársony Dóra opera-énekesnő, nagybátyjai Vázsonyi Jenő és Vázsonyi Vilmos voltak.

## Élete
Báder Jakab (1857–1927) magánzó és Weiszfeld Szidónia (1859–1919) gyermekeként született zsidó családban.  Édesapja vegyeskereskedő, majd hivatalnok volt, édesanyja Vázsonyi Vilmos nővére. A Zeneakadémián végzett, ahol 1918. június 7-én vizsgázott. 1920-ban a Vígszínház vendége volt, majd ugyanezen év júliusában a Városi Színház szerződtette, ahonnan a Magyar Királyi Operaházhoz hívták meg. 1922 júniusában szerződését nem újították meg, ezért feleségével külföldi turnékra indult. Jártak Spanyolországban, Marokkóban, Portugáliában, Kanári szigeteken és Afrika több országában is. 1927 márciusában tértek haza Magyarországra. A harmincas években is folytatták turnéikat.
Felesége Pálffy Boriska énekesnő volt, akivel 1922. szeptember 12-én Budapesten, a Terézvárosban kötött házasságot.
Feltehetően a világháború előtt az Amerikai Egyesült Államokban telepedett le. Feleségével a Broadway-en lévő Music Bar társtulajdonosai lettek, majd 1948-ban többekkel közösen megvásárolták a  Plymouth Hotelt. Az 1949-ben alakult amerikai Új Magyar Színészunió tagja lett. 1960-ban énekelőadással vett részt a New York-i magyar református közösség 65 éves jubileumi bankettjén. Bár két amerikai magyar lap, az Amerikai Magyar Népszava és a Magyar Jövő is többször hírt adott róla és feleségéről, 1960-tól neve már nem jelent meg egyik lapban sem - így halálhíre sem.